# Kino objazdowe (album)
Kino objazdowe – dwupłytowy album grupy Stare Dobre Małżeństwo z 2002 roku.
Album uzyskał status złotej płyty.

## CD1 Samotni jak gwiazdy
1. Zimowy taniec
2. List deszczowy
3. Erotyk z jaskółkami
4. Dziewczynka z konwaliami
5. Anioł polski
6. Samotni jak gwiazdy
7. Dworzec główny
8. Tekturowa królowa
9. Dziwne dzielnice z księżycem
10. Piosenka żołnierzy
11. Niebieski cyrkiel
12. Ulica wszystkich świętych
13. Wiek z wiekiem
14. Makatka na pamięć

## CD2 Zielony dom
1. Zielony dom
2. Makatka ze Złocieńca
3. Deszczówka - kreskówka
4. Stryku - Byku
5. Przystanek na żądanie
6. Aniołom marzną skrzydła
7. Nocne majaki
8. Goście z nieba
9. Muszyna
10. Już nie jestem ich
11. Kino objazdowe w Złockiem
12. Na głowie staję
13. Z miłością